# Branyicska
Branyicska (románul: Brănișca) falu Romániában, Erdélyben, Hunyad megyében.

## Fekvése
A Maros jobb partján, Dévától 15,5 km-re északnyugatra fekszik.

## Nevének eredete
Nevének forrása egy 'kis kapu', 'kis gyepű' jelentésű szláv *Braničьka alak (vö. Törcsvár román nevével). Történeti névalakjai: Baranchka (1323), Branchka vagy Barynchka (1519), Branychka (1523).

## Története
A 15. században a Barancskai család uradalmi központja volt. 1485 után részben a Werbőczy családé.
1595-ben uradalmával együtt Jósika István erdélyi kancellár birtokába került. Ettől kezdve legnagyobb birtokosa a 20. századig a Jósika család volt, amely nemesi, később bárói előnevét is a faluról vette.
1760-ban 260 ortodox lelket írtak össze benne. 1777-ben 19 hajós jobbágy is lakta, akiket a sószállító hajók Maroson való vontatására köteleztek. Az 1817-es éhínséget követően a falusiak elzálogosították szilvásukat. Jósika Miklós 1824 után elengedte jobbágyainak az éhínség alatt felhalmozott adósságait, enyhített a robotkötelezettségen és a dézsmán.
1868-ban megépült a vasút és a falu mellett a vasúti híd a Maroson. A vasút fellendítette a falu életét, a határban bazaltkitermelés indult, a faluban vaskályhagyárat hoztak létre. 1932-ben egy útépítő vállalat kőbányát nyitott a faluban, amelynek kezdetben 130 alkalmazottja volt és ma is működik.

## Népessége
- 1850-ben 465 lakosából 451 volt román, 10 cigány és 4 német nemzetiségű; 461 ortodox és 4 római katolikus vallású.
- 1910-ben 848 lakosából 722 volt román, 100 magyar és 20 cigány anyanyelvű; 741 ortodox, 37 római katolikus, 33 zsidó, 20 református, 10 görögkatolikus és 7 evangélikus vallású.
- 2002-ben 702 lakosából 691 volt román és 11 magyar nemzetiségű; 661 ortodox, 17 pünkösdista, 11 református, 7 baptista és 4 római katolikus vallású.

## Látnivalók
- A Jósika-kastély elődje a 15. században épült. A 16. században Bethlen Farkasé és Fráter Györgyé volt, utóbbi lakott is benne. Petrovics Péter leromboltatta. 1590-ben Szalánczi László reneszánsz stílusban, mint négyszög alaprajzú, négy sarokbástyás várkastélyt építtette újjá. 1595-ben a török párti Szalánczi által védett várat Báthory Zsigmond darabontjaival megostromolta és Szalánczit kétszáz török védővel együtt felkoncolta. 1757-ben a négy sarokbástya közül kettő lakhatatlanul romos volt, a Maros felőli szárny félig le is omlott, és főleg az északi szárnyat használták. 1784-ben a felkelő parasztok felgyújtották, elpusztítva ezzel Jósika Antal könyvgyűjteményét. A 19. század elején állították helyre. Parkjában egy 18. századi, mára romossá vált kápolna, dák és római kőtár. Idősek szanatóriumaként működik.

## Híres emberek
- 1817 után, három évtizeden át sok időt töltött kastélyában Jósika Miklós író.
- 1816-ban Jósika Jánosnál vendégeskedett Kazinczy Ferenc.

## Képek

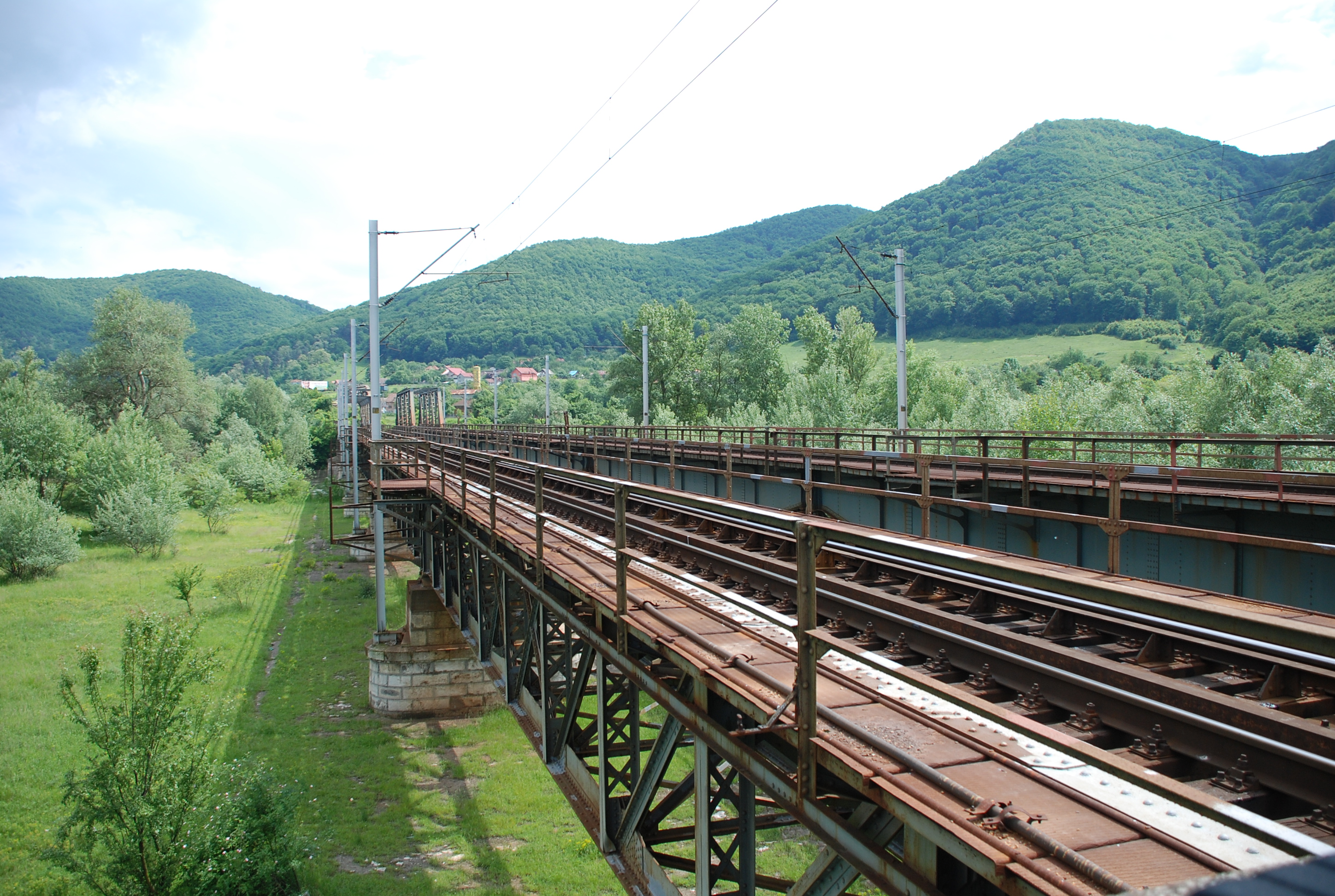
Vasúti híd